# Climate (roman)
Climate (în franceză Climats) este al cincilea roman al scriitorului francez André Maurois, apărut în limba franceză în anul 1928. Este considerată una dintre cele mai semnificative opere ale sale. Romanul descrie povestea a două căsătorii nereușite datorită incapacității soților de a se înțelege.

## Rezumat
Prima parte a romanului, prezentată ca o scrisoare scrisă de Philippe Marcenat, fiul unui burghez din Limousin, către Isabelle de Cheverny, povestește începuturile și eșecul primei sale căsătorii cu capricioasa Odile Malet, în pofida opoziției părinților săi. Din moment ce Philippe nu reusește să înțeleagă și să împartă interesele soției sale, relația lor eșuează; de altfel, Philippe ajunge să aibă o aventură de scurtă durată cu Misa, cea mai bună prietenă a soției sale. Cuplul divorțează rămânând în relații bune până la sinuciderea lui Odile ceva timp mai târziu.
A doua parte a romanului este povestită din perspectiva lui Isabelle de Cheverny. Aceasta descrie întâlnirea sa cu Philippe, mai în vârstă decât ea, prin intermediul prietenei sale Renée, verișoară și aproape logodnică a acestuia în ochii familiei Marcenat. Cu toate acestea, Philippe alege să se apropie de Isabelle, cu care ajunge să se căsătorească în ciuda caracterului ei mult mai plictisitor și simplu decât al lui Odile. Astfel, are loc o întorsătură de situație: Philippe, care nu putea înțelege plictiseala și reproșurile lui Odile, se regăsește din ce în ce mai plictisit și întristat de relația cu noua sa soție. În pofida unei reconciliere între cei doi soți după mutarea lor în Limousin, Philippe moare subit de pneumonie, în brațele mamei și soției sale. Romanul se încheie cu o reflecție tristă asupra soartei lui Isabelle:
„A venit prea repede, Philippe, așa cum ți-ai dorit, și e păcat, dragul meu. Cred că dacă aș fi putut să te păstrez, te-aș fi făcut fericit. Dar destinul nostru și voința noastră sunt întotdeauna în contratimp.”

## Ediții

### Ediții francofone
- André Maurois, Climats, Grasset, Paris, 1928, 287 p.
- André Maurois, Climats, avec vingt-quatre gouaches de Jean Hugo, Société d'édition Le Livre, Paris, 1929, 311 p.
- André Maurois, Climats, illustrations de Gérard Cochet, Ferenczi et fils, Paris, 1932, 215 p.
- André Maurois, Climats, Nelson, Paris, 1937, 285 p.
- André Maurois, Climats, Flammarion, Paris, 1938, 79 p.
- André Maurois, Climats, Calmann-Lévy, coll. « Collection Pourpre », Paris, 1939, 252 p.
- André Maurois, Climats, Hachette, Buenos Aires, 1945, 283 p.
- André Maurois, Climats, Union bibliophile de France, Paris, 1947, 259 p.
- André Maurois, Climats, lithographies en couleurs de Louis Touchagues, Deux-Rives, Paris, 1947, 332 p.
- André Maurois, Climats, illustrations de Ackerman, J. Ferenczi et fils, Paris, 1947, 128 p.
- André Maurois, Œuvres complètes : Climats - Le Cercle de famille - L'Instinct du bonheur, t. II, bois de Louis Jou, Fayard, Paris, 1950, 278 p.
- André Maurois, Climats, Le Club français du livre, Paris, 1951, 222 p.
- André Maurois, Climats, Grasset, Paris, 1952, 291 p.
- André Maurois, Climats, frontispices de Jean-Marie Granier, La Fenêtre ouverte, Paris, 1954, 241 p.
- André Maurois, Climats, Calmann-Lévy, coll. « Collection Pourpre », Paris, 1955, 252 p.
- André Maurois, Climats, aquarelles d'André Dignimont, Le Livre club du libraire, Paris, 1958, 288 p.
- André Maurois, Romans, avec trente-deux aquarelles de René Génis, Jean Terles, Candido Portinari, Jean-Pierre Péraro et Michel Thompson, Gallimard, Paris, 1961, 1136 p.
- André Maurois, Climats, Hachette, Paris, 1963, 255 p.
- André Maurois, Climats, suivi du dossier de l'ouvrage par Matthieu Galey, Grasset, Paris, 1965, 335 p.
- André Maurois, Œuvres choisies : Climats, t. I, illustrations de Aimé Daniel Steinlen et préface de François Mauriac et Jules Romains, Pierre de Tartas, Paris, 1965, 255 p.
- André Maurois, Climats, étude et notes de Richard Arbelot, Le Livre de poche, Paris, 1966, 320 p.
- André Maurois, Climats, Rombaldi, coll. « Bibliothèque du Club de la femme », Paris, 1967, 255 p.
- André Maurois, Ni ange, ni bête ; Bernard Quesnay ; Climats, Éditions Rencontre, Lausanne, 1969, 555 p.
- André Maurois, Climats : extraits, avec des notes de Jean Thoraval, Bordas, Paris, 1970, 192 p.
- André Maurois, Climats, France loisirs, Paris, 1973, 286 p.
- André Maurois, Climats - Bernard Quesnay - Dix nouvelles, introduction de Robert Kanters et illustrations de Philippe Poncet de La Grave, Édito-service, Genève, coll. « Les chefs d'œuvre de André Maurois », 1976, 521 p.
- André Maurois, Climats, France loisirs, Paris, 1978, 286 p.
- André Maurois, Climats, préface d'André Chevrillon et frontispice de Françoise Muller, Famot, Genève, 1978, 268 p.
- André Maurois, Climats, Librairie générale française, Paris, 1983, 253 p.
- André Maurois, Climats, France loisirs, Paris, 2006, 284 p.

### Ediții în limba română
- André Maurois, Climate, Editura Pentru Literatură, 1966, 305 p.
- André Maurois, Climate, Editura MIASAD, 1998, 200 p.
- André Maurois, Climate, traducător Irina Negrea, Editura LIDER, 2001, 279 p.